# Liste des évêques et archevêques de Chicago
La liste des évêques et archevêques de Chicago (États-Unis) établit la succession chronologique des évêques et archevêques catholiques ayant siégé sur le siège épiscopal de Chicago.  Le diocèse de Chicago est créé le 28 novembre 1843, par détachement de ceux de Saint Louis et de Vincennes.  Il est érigé en archidiocèse le 10 septembre 1880.

## Évêques de Chicago
- 28 novembre 1843-† 10 avril 1848 : William Quarter (William J. Quarter)
- 1er décembre 1848-29 juillet 1853 : James Van de Velde (en français Jacques Olivier Van de Velde), transféré au siège de Natchez (Mississippi).
- 9 décembre 1853-25 juin 1858 : Anthony O'Regan
- 21 janvier 1859-10 septembre 1880 : James Duggan

## Archevêques de Chicago
- 10 septembre 1880-† 12 juillet 1902 : Patrick Feehan (Patrick Augustine Feehan)
- 8 janvier 1903-† 10 juillet 1915 : James Quigley (James Edward Quigley)
- 9 décembre 1915-† 2 octobre 1939 : George Mundelein (George William Mundelein) créé cardinal le 24 mars 1924-
- 27 décembre 1939-1er mars 1958 : Samuel Stritch (Samuel Alphonsius Stritch) créé cardinal le 18 février 1946
- 19 septembre 1958-† 9 avril 1965 : Albert Meyer (Albert Gregory Meyer) créé cardinal le 14 décembre 1959.
- 14 juin 1965-† 25 avril 1982 : John Cody (John Patrick Cody) créé cardinal le 26 juin 1967.
- 8 juillet 1982-† 14 novembre 1996 :  Joseph Bernardin (Joseph Louis Bernardin) créé cardinal  le 2 février 1983
- 7 avril 1997 - 20 septembre 2014[1] : Francis George (Francis Eugène George) créé cardinal le 21 février 1998.
- Depuis le 20 septembre 2014[1] : Blase Cupich (Blase Joseph Cupich) créé cardinal le 19 novembre 2016.

## Galerie de portraits

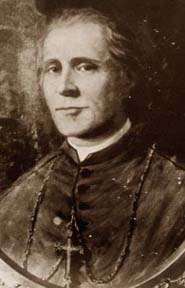
William Quarter (1843-1848)
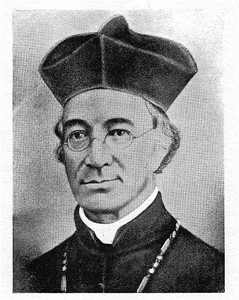
James Van de Velde (1848-1853)
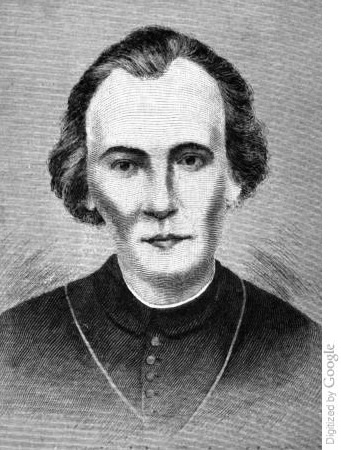
Anthony O'Regan (1853-1858)
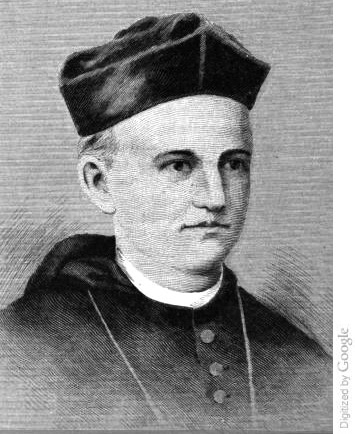
James Duggan (1859-1880)
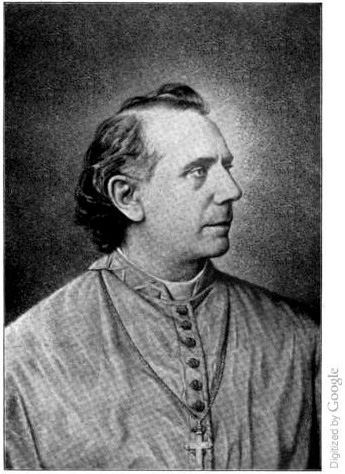
Patrick Feehan (1880-1902)
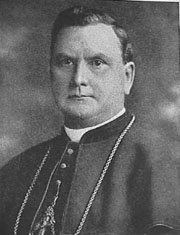
James Quigley (1903-1915)
George Mundelein (1915-1939)
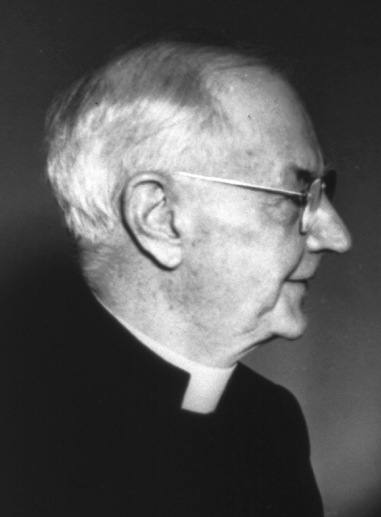
Samuel Stritch (1939-1958)
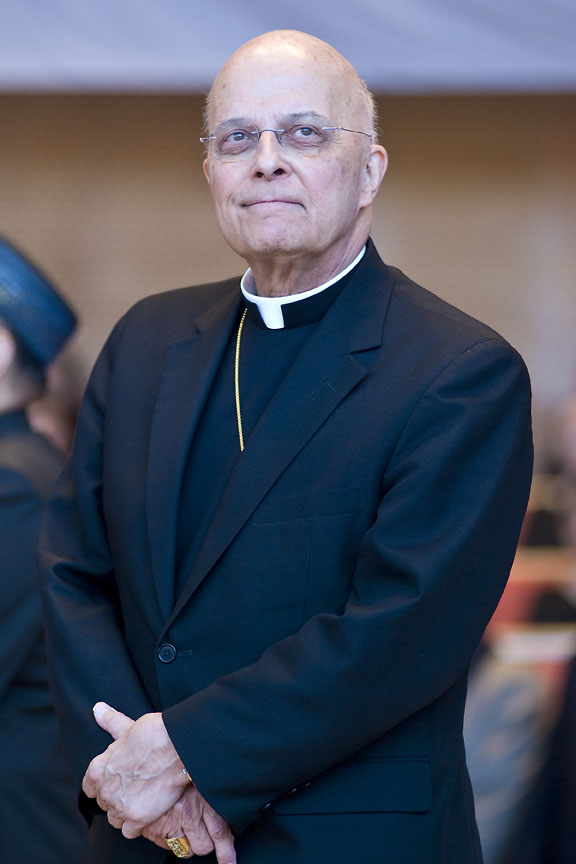
Francis George (1997-2014)
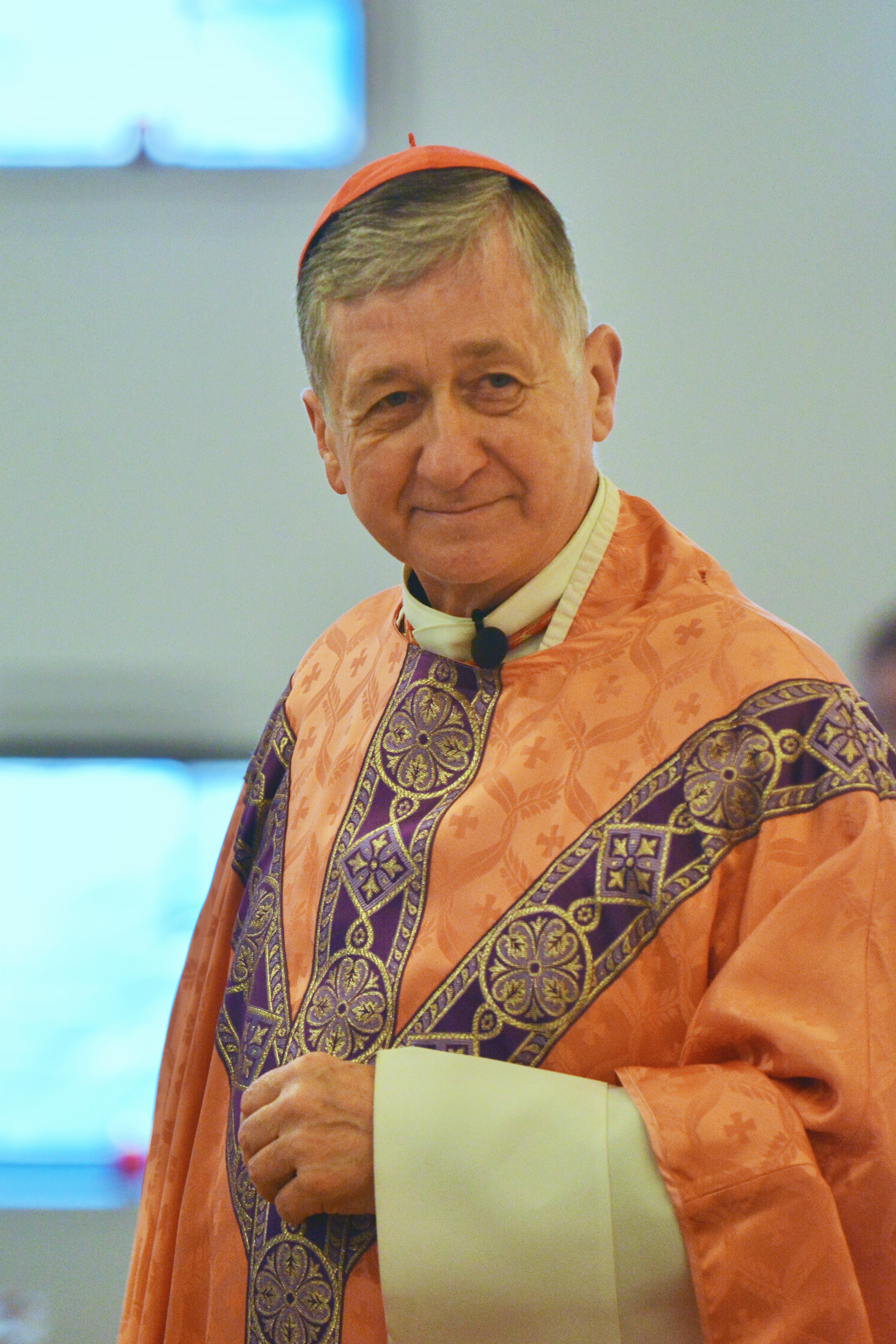
Blase Cupich (depuis 2015)

### Sources
- L'Annuaire Pontifical, sur le site http://www.catholic-hierarchy.org, à la page